# Chris Benoit
Christopher Michael "Chris" Benoit [uitspraak: 'bɛnʋɑ, fonetisch: 'benwa] (Montreal, 21 mei 1967 – Fayetteville, 24 juni 2007) was een Canadees professioneel worstelaar die van 2000 tot zijn dood actief was in World Wrestling Entertainment. Hij wordt door velen beschouwd als een van de meest talentvolle professioneel worstelaars ooit. Hij beheerste vooral het onderdeel submission en hoorde daarom op technisch vlak bij de beste worstelaars van zijn tijd.
Kenmerkend aan Benoit was dat hij geen personage uitbeeldde doch louter zichzelf bleef. Wel respecteerde hij de term kayfabe. Wie hij in de ring was, was Benoit naar verluidt ook naast het uitvoeren van zijn beroep. Overige kenmerken waren zijn Diving Headbutt (een vliegende kopstoot vanaf een bovenste spanschroef van de ring) en zijn Crippler Crossface, de Crossface-submissionhouding die hij populariseerde en gebruikte om zijn wedstrijden te winnen. Zijn bekendste bijnamen zijn The Canadian Crippler en The Rabid Wolverine. Benoit was tweevoudig World Heavyweight Champion (1 maal WCW World Heavyweight Champion, 1 maal WWE World Heavyweight Champion). Hij was de twaalfde WWE Triple Crown Champion, zesde WCW Triple Crown Champion en was de derde van vier worstelaars die beide eretekens voltooide. Benoit was lid van de worstelgroep The Four Horsemen, met Ric Flair, Arn Anderson, Brian Pillman en Dean Malenko. Hij won de Royal Rumble van WWE in 2004 als eerste van 30 deelnemers (ofwel: hij was erbij vanaf de start, maar werd niet geëlimineerd). Benoit evenaarde Shawn Michaels (1995), maar won sneller. Hij speelde een hoofdrol bij het evenement WrestleMania XX op 20 maart 2004, waarbij hij Triple H en Shawn Michaels versloeg om het World Heavyweight Championship.
In de periode 2006–2007 ging het bergaf. Toen in november 2005 zijn beste vriend Eddie Guerrero stierf, met wie Benoit ruim twintig jaar had opgetreden of nauw mee had samengewerkt in zowel de Verenigde Staten als Japan, zou hij deze klap nooit meer te boven komen. Dit is algemeen bekend, veel vrienden van Benoit getuigden hierover. Desondanks was er geen teken aan de wand. Hij bleek tot een week voor zijn dood in staat om zijn beroep uit te oefenen. Hij kampte met psychische problemen, depressies en raakte verslaafd aan steroïden met agressiestoornissen tot gevolg.
Op 24 juni 2007 pleegde Chris Benoit zelfmoord. De 40-jarige worstelaar werd samen met zijn vrouw Nancy Toffoloni en zoon Daniel Benoit een dag later thuis dood aangetroffen. Uit politie-onderzoek kwam vast te staan, dat Benoit eerst zijn vrouw en zoon en daarna zichzelf had verhangen.
Waarom Benoit zijn gezin vermoordde en daarna uit het leven stapte, is anno 2025 nog niet opgehelderd. Hij wordt sinds zijn tragische wanhoopsdaad verloochend door de WWE en aldus postuum gemeden in bv. documentaires, films en computerspellen die handelen over de federatie (anno 2022 vijftien jaar en allicht voor eeuwig). Daarbij houdt men met de status die Chris Benoit voor het drama genoot — een van de beste showworstelaars ter wereld — geen rekening meer. Na zijn dood verwees men in de internettaal naar hem als 'Krispen Wah' of 'Crispen Wah', een indirecte verwijzing naar Heer Voldemort ("Hij-Die-Niet-Genoemd-Mag-Worden").

## Professioneel worstelcarrière

### Vroege carrière (1985-1994)
Benoit begon zijn carrière in 1985 bij Stampede Wrestling, de worstelpromotie van Stu Hart, de vader van Bret en Owen Hart. Na jaren van labeur in de legendarische "The Dungeon" worstelde Benoit zijn eerste televisiewedstrijd, een tag team match op 29 november 1985 in Calgary, Alberta, waar hij een team vormde met Rick Patterson en het duo "Butch" Karl Moffat & Mike Hammer versloeg. Tijdens zijn periode in Stampede won hij verschillende 'International Tag Team'- en 'British Commonwealth Championships'. Stampede sloot definitief de deuren in 1989 en vervolgens trok Benoit naar Japan.
Voordat hij aankwam in New Japan Pro Wrestling (NJPW), bracht Benoit ongeveer een jaar door in het trainingscentrum "New Japan Dojo". Hij droeg een masker en nam de ringnaam "The Pegasus Kid" aan, en zijn worstelstijl was destijds een ode aan zijn worstelheld Dynamite Kid. Toen hij in NJPW actief was vocht Benoit tegen plaatselijke beroemdheden zoals Jushin Thunder Liger, Shinjiro Ohtani, The Black Tiger (pseudoniem van Eddie Guerrero) en El Samurai.
In 1990 won Benoit zijn eerste van 22 professionele kampioenschappen, namelijk het 'IWGP Junior Heavyweight Championship' van Jushin "Thunder" Liger. Hij verloor uiteindelijk zijn titel aan Liger, waardoor hij werd gedwongen zichzelf opnieuw uit te vinden als "Wild Pegasus". Benoit won het Super J Cup Tournament in 1994, waar hij Great Sasuke versloeg in de finale, waardoor Benoit als "Wild Pegasus" zijn status als een van de grootste "Junior Heavyweights" in de wereld bevestigde.

### Extreme Championship Wrestling (1994-1995)
Benoit verliet uiteindelijk New Japan Pro Wrestling en was actief in Mexico en Duitsland, waar hij een aantal regionale kampioenschappen veroverde, waaronder het WWF Light Heavyweight Championship - hoewel deze titelperiode niet langer wordt erkend. Benoit had een korte run in WCW tussen 1992 en 1993, maar brak daar aanvankelijk niet door. Hij kreeg echter toch wat respect van Amerikaanse fans door zijn energieke stijl, waardoor hij in de belangstelling stond van worstelpromotor Paul Heyman.
In 1994 tekende Benoit bij Extreme Championship Wrestling (ECW), de organisatie van Paul Heyman. Benoit stopte als "The Pegasus Kid" en was voortaan "The Canadian Crippler", vanwege zijn grovere stijl. Benoit was betrokken in een wedstrijd met Sabu, waarin hij die laatste zijn nek brak. Het incident was traumatisch voor Benoit en Paul Heyman gebruikte het incident om Benoits alter ego nog wat verder aan te passen. Hij veranderde hem in een roekeloze "worstelmachine" zonder wroeging of genade voor zijn opponenten. Benoit en Dean Malenko wonnen het ECW World Tag Team Championship van Sabu en The Tazmaniac in februari 1995. Benoit en Malenko werden toegevoegd aan de worstelgroep "Triple Threat", die geleid werd door ECW World Heavyweight Champion Shane Douglas. Benoit en Malenko verloren de titels aan The Public Enemy (Johnny Grunge en Rocco Rock) in april 1995.
Benoits optredens in ECW wekten de aandacht van de World Wrestling Federation (WWF), wat ertoe leidde dat Benoit enkele proefwedstrijden afwerkte. Het was de bedoeling hem op te voeren als "The Ringmaster" - een rol die uiteindelijk naar Stone Cold Steve Austin ging -, maar Benoit weigerde een contract. Daarna kreeg hij problemen met zijn visa waardoor hij niet langer voor ECW kon werken, dus keerde hij terug naar Japan. New Japan Pro Wrestling (NJPW) en WCW hadden een werkrelatie en vanwege hun "talent-uitwisselingsprogramma" tekende Benoit voor WCW.

### World Championship Wrestling (1995-2000)
Benoit begon in WCW als lid van de lichtgewicht-divisie, waar hij lange tijd worstelde tegen voormalige rivalen uit Japan. Nadat hij indruk had gemaakt werd Benoit lid van de hervormde worstelgroep The Four Horsemen in 1995, naast Ric Flair, Arn Anderson en Brian Pillman. Toen Pillman plotseling het bedrijf verliet en naar de WWF vertrok, werd Benoit geplaatst in een verhaallijn naast Kevin Sullivan. Benoit had een (kayfabe) affaire met Sullivans (echte) vrouw Nancy Toffoloni, dewelke non-fictieve proporties begon aan te nemen toen Sullivan een scheidingsprocedure in de verhaallijn liet "boeken".
Benoit werd gedwongen meer tijd met Nancy door te brengen om de affaire non-fictief te laten blijken (handen vasthouden in het openbaar, hotelkamers delen, etc.). Benoit en Nancy hadden gevoelens voor elkaar en begonnen een echte affaire tot ze Sullivan en WCW verliet in 1997. Vanwege dit alles hadden Sullivan en Benoit een moeilijke relatie achter de schermen en hoewel hij Sullivan versloeg in diens laatste wedstrijd, geloofde Benoit dat Sullivan doorging met het uitbuiten van zijn rol als autoriteitsfiguur bij WCW (zijn rol als bookmaker).
In 1998 had Benoit ook een verhaallijn naast Booker T. Ze vochten om het WCW World Television Championship tot Booker de titel verloor aan Fit Finlay. Booker won een "Best-of-Seven"-serie om de uitdager van Finlay te bepalen. Beiden wonnen drie keer, waardoor een laatste confrontatie tijdens de show Monday Nitro nodig was. Bret Hart moeide zich met de wedstrijd en probeerde Benoit het voordeel te geven in een poging om hem zo ver te krijgen dat hij lid werd van de nWo. Benoit vertelde de scheidsrechter wat er was gebeurd, waardoor hij werd gediskwalificeerd.
In maart 1999 vormde Benoit opnieuw een team met Dean Malenko en versloeg Curt Hennig en Barry Windham om het WCW World Tag Team Championship. Later in 1999 won hij ook het WCW United States Championship met een overwinning tegen David Flair (een zoon van Ric Flair) voordat hij Malenko, Perry Saturn en Shane Douglas samenbracht om "The Revolution" te vormen. "The Revolution" was een groep jonge worstelaars die zich bedonderd voelden door het management. Dit omdat ze geloofden dat ze hen nooit de kans gaven om door te breken. Benoits opvallendste wedstrijd van 1999 was een tegen World Wrestling Federation-icoon Bret Hart tijdens een aflevering van WCW Nitro eind oktober 1999 als eerbetoon aan Harts jongere broer Owen Hart. Owen overleed die maand aan de verwondingen van een zwaar hoofdletsel, dat Owen had opgelopen tijdens zijn opkomst naar de ring bij het WWF-evenement Over the Edge.
Benoit was niet tevreden over het management en in januari 2000 deed men een laatste poging om Benoit aan boord te houden door hem te voorzien als WCW World Heavyweight Champion bij het evenement Souled Out. Benoit versloeg "Sycho" Sid Vicious bij dat evenement. Het was de eerste wereldtitel voor Benoit, maar hij verliet desondanks het bedrijf. Ook zijn goede vrienden Eddie Guerrero, Dean Malenko en Perry Saturn (samen stonden de vier beter bekend als "The Radicalz") verlieten de WCW.

### World Wrestling Federation / Entertainment (2000-2007)

#### "The Radicalz" en toenemende populariteit (2000-2001)
Drie weken na hun ontslag bij World Championship Wrestling (WCW) maakten Benoit, Dean Malenko, Perry Saturn en Eddie Guerrero hun WWF-debuut in een aflevering van RAW is WAR op 31 januari 2000, waar ze The New Age Outlaws (Billy Gunn & Road Dogg) van D-Generation X aanvielen. Het viertal werd "The Radicalz" genoemd. De overstap van Benoit en co betekende voor WWE een belangrijke stap in het winnen van de Monday Night Wars tegen de rivaliserende promotie WCW.
Na de heel turn van "The Radicalz" — waarbij Benoit uit de groep werd gegooid — raakte Benoit vrijwel meteen in een verhaallijn betrokken naast Chris Jericho en Kurt Angle, waarin Benoit zijn eerste kampioenschap in de WWF veroverde, met name het WWF Intercontinental Championship bij WrestleMania 2000 in een befaamde "Triple Threat match" tegen Angle en Jericho. Benoit en Jericho wisselden af als titelhouder in mei 2000, totdat Benoit werd verslagen door Rikishi in juni. Een verhaallijn naast The Rock vulde de rest van 2000. Zijn wedstrijden uit de periode 2000–2001 gelden over het algemeen als de beste uit zijn WWE-periode. In feite "won" Benoit destijds ook twee keer het WWF Championship in 2000, maar telkens werd de beslissing teruggedraaid door de toenmalige "Commissioner" Mick Foley omdat Benoit vermeend "vals speelde". Een voorbeeld is zijn wedstrijd om de titel tegen The Rock bij het evenement Fully Loaded in juli 2000, waar hij won omdat The Rock gediskwalificeerd werd. Diskwalificatie betekent normaal gesproken dat een titel niet van houder verandert (in dit geval van The Rock naar Benoit), maar voor deze wedstrijd gold de regel niet. Foley dwarsboomde Benoit echter. Hij herstartte de wedstrijd wegens (fictieve) onrechtmatigheden door Benoit en oordeelde vervolgens dat de diskwalificatie van The Rock onterecht was. The Rock won toch nog de wedstrijd.
Benoit veroverde het WWF Intercontinental Championship opnieuw in december 2000, maar verloor de titel aan Jericho, deze keer in een ladder match bij het evenement Royal Rumble in januari 2001. Benoit had een face turn nadat "The Radicalz" hem uit de groep hadden gegooid. Enkele weken later vocht Benoit met Angle, die volgens sommige waarnemers de betere technische worstelaar was, maar verloor van Angle bij het evenement WrestleMania X-Seven. Benoit haalde zijn gram tegen Angle bij het evenement Backlash in een Iron Man submission match met 4-3 via sudden death. Angle won opnieuw van Benoit bij het evenement Judgment Day in een "Two out of Three Falls match" vanwege bemoeienissen van Edge en Christian (NB: eerste worstelaar die twee punten scoort in twee - zo mogelijk drie - wedstrijden achter elkaar, wint).
Vanaf mei 2001 vormde Benoit een tag team met zijn oude rivaal Chris Jericho. Benoit en Jericho versloegen Triple H en Stone Cold Steve Austin voor het WWE World Tag Team Championship. Deze wedstrijd, met haar grote dynamiek tussen deze vier complementaire worstelaars, wordt beschouwd als een van de beste aller tijden uit de geschiedenis van het programma Monday Night Raw, hoewel de WWE deze sedert de dood van Benoit niet meer wil dan wel kan promoten. Dezelfde week boekte Vince McMahon de nieuwe kampioenen in een Tables, Ladders and Chairs match tegen Edge en Christian, The Hardy Boyz en The Dudley Boyz. Jericho en Benoit behielden hun titels. Een maand later verloren Benoit en Jericho de titelriemen aan "The Dudley Boyz", tijdens een aflevering van Friday Night SmackDown! op 21 juni 2001.
Chris Benoit en Kurt Angle ontmoetten elkaar opnieuw in een nu beroemde steel cage match tijdens een aflevering van Raw op 11 juni 2001, waarbij "Stone Cold" Steve Austin ervoor zorgde dat Benoit niet kon winnen, met name door hem aan te vallen met een klapstoel. Kort daarna verergerde echter een nekkwaal en moest hij een dringende nekoperatie ondergaan om een gescheurde wervel te genezen die gefragmenteerd was in zijn ruggenmerg. Deze blessure had feitelijk het einde van zijn loopbaan kunnen betekenen indien onaangeroerd.

#### WWE Tag Team Championship en begin succesperiode (2002-2004)

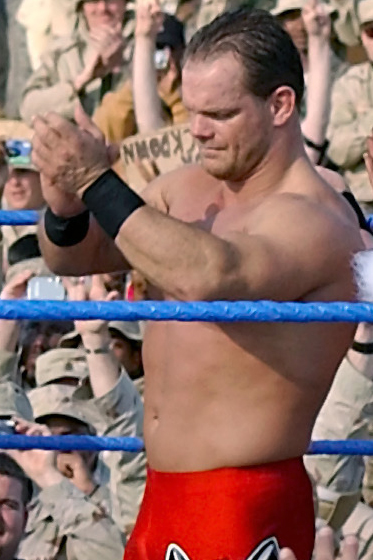
Benoit in 2003

In 2002 had Benoit een korte verhaallijn naast Stone Cold Steve Austin. Rob Van Dam versloeg hem dan weer bij het evenement SummerSlam, waardoor Benoit het WWE Intercontinental Championship verloor. Nadat hij teruggekeerd was naar Friday Night SmackDown! in oktober 2002 vormde Benoit een helft van de allereerste WWE Tag Team Champions in de geschiedenis - niet te verwarren met het WWE World Tag Team Championship. Samen met vijand annex partner Kurt Angle won Benoit op 20 oktober 2002, bij het evenement No Mercy, een toernooi om aan te duiden wie de eerste kampioenen werden.
Ze hadden een face turn (NB: jargon; ze werden protagonisten) nadat beiden "Los Guerreros" hadden bedonderd. Benoit en Angle hadden een indrukwekkende chemie in de ring, maar konden elkaar niet uitstaan. Benoit versloeg Angle nog eens bij het evenement Unforgiven in september 2002. Maar hij werd op zijn beurt verslagen door Angle toen het er "echt" om draaide, namelijk voor het WWE Championship bij het evenement Royal Rumble in januari 2003. De wedstrijd gaat ook hier door als een van de beste in de geschiedenis van de federatie.
Chris Benoit vormde na zijn laatste nederlaag tegen Angle een tag team met de wederoptredende Rhyno en bij het evenement WrestleMania XIX namen ze het op tegen kampioenen Charlie Haas en Shelton Benjamin en "Los Guerreros" (Eddie & Chavo Guerrero). "Team Angle" (Haas en Benjamin, ook wel The World's Greatest Tag Team genoemd) behield ook de titelriemen door "Los Guerreros" te verslaan, waardoor ook Benoit en Rhyno verloren.
Benoit worstelde rond deze periode een aantal keer tegen de jonge John Cena, de "Full Blooded Italians" (Chuck Palumbo & Johnny Stamboli) en The World's Greatest Tag Team (Charlie Haas & Shelton Benjamin). Benoit is een van de weinige worstelaars waartegen John Cena toegaf aan submission of op deze wijze verloor. In juni 2003 werd het WWE United States Championship heringevoerd, en Benoit nam deel aan een toernooi voor de titel. Benoit wist Rhyno te verslaan, daarna Matt Hardy in de tweede ronde, maar verloor de finale tegen Eddie Guerrero bij het evenement Vengeance.
Benoits populariteit bereikte vervolgens een nieuw hoogtepunt en hij versloeg worstelaars zoals A-Train, Big Show en Brock Lesnar via submission. De (fictieve) "General Manager" van SmackDown!, Paul Heyman, ondernam daarop een wraakactie tegen Benoit, waardoor hij geen kans meer verwierf op het WWE Championship van Lesnar. Benoit won een kwalificatiewedstrijd met het oog op deelname aan de Royal Rumble tegen de "Full Blooded Italians" in januari 2004, waarna Heyman hem als 1e deelnemer aanduidde voor de traditionele Royal Rumble met 30 worstelaars. Hierdoor leek winst een onmogelijke zaak, maar hij zwoer nooit op te geven en voor de overwinning te gaan. Op een gegeven moment ging de ruzie tussen Benoit en Heyman zo ver dat Heyman zeep moest eten na een weddenschap met Benoit en John Cena, met name op 15 januari 2004.

#### Royal Rumble-winnaar & World Heavyweight Championship (2004-2005)

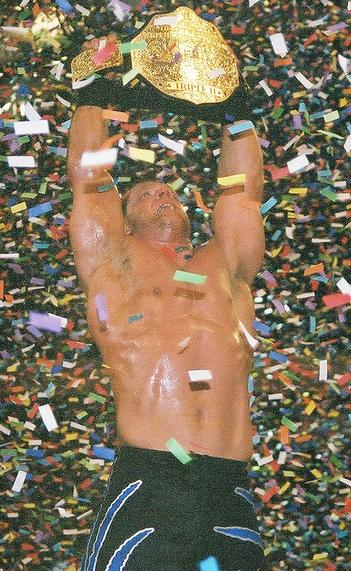
Benoit als WWE World Heavyweight Champion in 2004, vlak na zijn overwinning bij WrestleMania XX

Op 25 januari 2004 voegde Benoit de daad bij het woord. Hij won de Royal Rumble door Big Show als laatste te elimineren, en kreeg een titelkans op het WWE Championship bij WrestleMania XX in maart 2004.
Benoit profiteerde van een maas in de regels en daagde World Heavyweight Champion Triple H uit. Deze "maas in de regels"-clausule was een standaard voor verhaallijnen, waardoor de Royal Rumble-winnaar vrij stond om te kiezen welke titelhouder hij uitdaagde. Benoit koos voor World Heavyweight Champion Triple H. Shawn Michaels was de andere uitdager. Michaels had een persoonlijke vete met Triple H.
Met deze overwinning was Benoit de tweede worstelaar die binnenkwam als nummer 1 en de Royal Rumble wist te winnen — Shawn Michaels was in 1995 de eerste. Benoit verbeterde het record van meeste tijd gespendeerd in een Rumble met 1:01:34, en veegde het legendarische record, 59:26, van Ric Flair uit 1992 van de tabellen. Het record van Benoit werd verbroken door Rey Mysterio in 2006. Mysterio kwam binnen als #2 en hield het 62 minuten vol. Op 14 maart 2004, bij het evenement WrestleMania XX, veroverde Chris Benoit, in wat als een van de meest memorabele momenten in de WWE-geschiedenis wordt beschouwd, het World Heavyweight Championship door Triple H én Michaels te verslaan. Benoit vloerde specifiek regerend kampioen Triple H, die zich overgaf aan Benoits befaamde submissionbeweging Crippler Crossface, nadat Benoit seconden eerder Michaels uit de ring gooide.
Het was de eerste keer dat een voornaamste wedstrijd van WrestleMania eindigde in een submission, maar dit gebeurde opnieuw bij het evenement WrestleMania 22 in 2006. Een emotionele Benoit vierde zijn overwinning met toenmalig WWE Champion en beste vriend Eddie Guerrero. Zijn overwinning bij het evenement WrestleMania XX wordt beschouwd als de grootste in de 22-jarige carrière van Benoit. Een herkansing werd vervolgens gehouden bij het evenement Backlash, in Benoits thuisstad Edmonton, Alberta, Canada. Benoit moest de titel verdedigen tegen Triple H en Shawn Michaels, maar die laatste gaf op na een Sharpshooter van Benoit. Een dag later veroverden Benoit en Edge het WWE World Tag Team Championship van Evolution (Batista en Ric Flair), waardoor Benoit een dubbele kampioen werd.
Op 15 augustus 2004 verloor Chris Benoit het World Heavyweight Championship bij het evenement SummerSlam, aan de destijds nog jonge twintiger en Evolution-lid Randy Orton. Orton speelde destijds een arrogant personage als onderdeel van "Evolution". Chris Benoits titelperiode duurde 5 maanden en hij was in totaal 7 opeenvolgende pay-per-views onbetwist kampioen. Benoit raakte verwikkeld in een verhaallijn naast Edge, wat resulteerde in een confrontatie bij het evenement Taboo Tuesday waar Benoit, Edge en Shawn Michaels na een stemming door fans zouden bepalen welke worstelaar tegen Triple H zou vechten voor het World Heavyweight Championship. Shawn Michaels ontving echter de meeste stemmen en worstelde tegen Triple H bij dit evenement (en verloor). Benoit koos voor Ortons team bij het evenement Survivor Series, terwijl Edge zich aansloot bij Triple H. Ortons team won deze "5-on-5 Survivor Series Elimination Tag Team match", zoals gebruikelijk voor dit evenement.

#### Ruzie met Edge (2005-2006)
De verhaallijn tussen Benoit en Edge groeide aanzienlijk bij het evenement New Year's Revolution, toen ze beiden hun stinkende best deden om het vacante (vrijgekomen) World Heavyweight Championship in een roemruchte Elimination Chamber match. Daarin onderscheidde vooral Dave Batista zich, maar uiteindelijk won Batista niet. Zowel Benoit als Edge bleef met lege handen achter. Triple H won de wedstrijd en won daarmee ook het World Heavyweight Championship.
Na zijn overwinning uit 2004 nam Benoit in januari 2005 opnieuw deel aan de Royal Rumble, maar kon zijn vorige prestatie niet kopiëren. Benoit, Edge, Chris Jericho, Shelton Benjamin, Kane en Christian werden in de allereerste Money in the Bank ladder match geplaatst bij WrestleMania 21. Edge versloeg Benoit door hem van de ladder te gooien, waardoor Edge de Money in the Bank-koffer bemachtigde. Vervolgens kwam het tot een "Last Man Standing match" bij het evenement Backlash, waar Edge won door Benoit met een baksteen tegen het hoofd te slaan (NB: eerste worstelaar die niet binnen 10 seconden opstaat, verliest). Benoit versloeg daarna zijn beste vriend Eddie Guerrero bij het evenement One Night Stand.
Op 24 juli 2005, bij het evenement The Great American Bash slaagde Benoit er niet in het WWE United States Championship te winnen van Orlando Jordan, maar daagde hem alweer uit bij het evenement SummerSlam. Benoit versloeg Jordon na 25 seconden en veroverde het kampioenschap. Tijdens de twee volgende afleveringen van SmackDown! versloeg hij Jordan wederom razendsnel, telkens na iets meer dan 20 seconden. Benoit begon daarna tegen Booker T te worstelen, maar Booker T kostte Benoit uiteindelijk de titel, waarna een verhaallijn tussen Benoit en Booker T losbarstte. Bijgevolg met wedstrijden om het WWE United States Championship bij het evenement Survivor Series (november 2005) en het evenement Armageddon (december 2005) tot gevolg. Benoit verloor de eerste om het kampioenschap, maar won de tweede en won de titel.
Eddie Guerrero, de beste vriend van Chris Benoit, overleed op 9 november 2005. Benoit verscheen tijdens een aflevering van Monday Night Raw op 14 november 2005 met een laatste eerbetoon aan zijn overleden vriend. Benoit was erg aangeslagen door het verlies van zijn beste vriend en reageerde zeer emotioneel. Benoit zei dat hij van Eddie hield en hem nooit zou vergeten, tot hij uiteindelijk emotioneel brak op televisie. Tijdens een wedstrijd in een aflevering van SmackDown! verzamelden Benoit, Triple H en Dean Malenko in de ring en wezen naar de lucht als groet aan Guerrero.

#### WWE United States Championship (2006-2007)

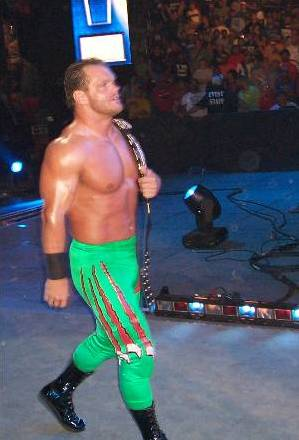
Benoit als WWE United States Champion in 2007

Na controverse rondom het WWE United States Championship, dat hij verdedigde tegen Booker T, boekte men een "Best of Seven"-serie tussen hen. Booker T won drie keer op rij, vooral door bemoeienissen van diens vrouw Sharmell, en Benoit leek daardoor te verliezen. Benoit won echter de vierde wedstrijd en bleef zo in de race, maar Booker T raakte toen (kayfabe) "geblesseerd". In werkelijkheid was dit echter simpelweg een sluwe truc van Booker T.
Randy Orton werd toen gekozen als een "invaller" van Booker T. Orton diende als "plaatsvervanger" indien hij het United States Championship veroverde (lees: de titel hoorde dan ook bij Booker T). Benoit versloeg Orton tweemaal via diskwalificatie. In de zevende en laatste wedstrijd versloeg Orton hem. Booker T, Sharmell en Orlando Jordan verrasten Benoit met een slinkse aanval en weer wist Booker T de titel over te nemen. Benoit had een verhaallijn naast Orton, waarna hij een laatste kans verwierf op het WWE United States Championship bij het evenement No Way Out op 19 februari 2006. Benoit veroverde bij dat evenement de titel van Booker T. Tijdens een aflevering van Friday Night SmackDown! brak Benoit (kayfabe) de hand van John "Bradshaw" Layfield in een "Six-Man Tag Team match". John "Bradshaw" Layfield had in werkelijkheid een operatie nodig om een cyste uit zijn hand te verwijderen. Benoit worstelde tegen JBL bij het evenement WrestleMania 22 voor het WWE United States Championship. Benoit verloor. Een week later volgde een herkansing: een steel cage match tijdens een aflevering van Friday Night SmackDown! op 14 april 2006, maar hij verloor opnieuw.
Benoit nam deel aan het King of the Ring-toernooi, maar werd in de eerste ronde uitgeschakeld door Finlay. Benoit nam wraak bij het evenement Judgment Day, waar hij Finlay versloeg. Benoit lastte toen een rustpauze in om een terugkerende schouderblessure te genezen.
Op 8 oktober 2006 maakte Chris Benoit zijn terugkeer bij het evenement No Mercy en versloeg daar William Regal. Tijdens een aflevering van SmackDown! op 13 oktober 2006 versloeg Benoit Mr. Kennedy en veroverde voor de derde keer in zijn loopbaan het WWE United States Championship. Tijdens deze (laatste) regeerperiode als WWE United States Champion nam hij het een aantal keer op tegen Montel Vontavious Porter oftewel MVP (zie afbeelding onder), waaronder bij de evenementen WrestleMania 23 (het belangrijkste evenement van het jaar 2007, begin april, haalde Benoit dus nog wel), Backlash (einde april 2007) en Judgment Day (einde mei 2007), de laatste grote krachttoer van Benoit voor zijn dood. Bij dat laatste evenement verloor hij de titel uiteindelijk aan MVP in een "Two out of Three Falls match".
Benoits laatste wedstrijd ooit was er één tegen Elijah Burke tijdens de worstelshow ECW op 19 juni 2007. Dit was de halve finale van een toernooi om het ECW World Heavyweight Championship en hij won. De federatie voorzag hem namelijk als ECW World Heavyweight Champion, maar Benoit haalde deze datum niet meer (letterlijk de dag van zijn dood zou hij kampioen worden). Een week na de wedstrijd tegen Elijah Burke voltrok zich het familiedrama.

## Persoonlijk leven
Benoit bewonderde Dynamite Kid toen hij opgroeide. In zijn beginjaren noemde Benoit zichzelf "Dynamite" Chris Benoit als een eerbetoon aan de Kid. Hij voegde enkele bewegingen van Dynamite Kid toe aan zijn arsenaal. Toen hij voor WCW werkte, werd Benoit geboekt voor een gespeelde affaire met de vrouw van zijn rivaal Kevin Sullivan, Nancy Daus, maar dat werd kort daarna werkelijkheid. Nancy verliet Sullivan en het bedrijf in 1997. Dit leidde uiteindelijk tot het vertrek van "The Radicalz" van WCW naar WWF in het begin van 2000 toen Sullivan de volledige controle kreeg over het bedrijf. Benoit had zijn eerste kind samen met Nancy Daus (dit is een ringnaam, echte naam Nancy Toffoloni) op 25 februari 2000, een zoon genaamd Daniel Christopher Benoit. Benoit had ook nog een zoon, David, en een dochter, Megan, uit een vorig huwelijk.
Benoits ontbrekende tand werd meestal toegeschreven aan een training of een ongeluk aan het begin van zijn worstelcarrière. Het was in werkelijkheid het gevolg van een ongeluk met zijn hond, van het ras rottweiler. Benoit ontmoette zijn beste vriend Eddie Guerrero in Japan, het begin van een vriendschap die eindigde na de dood van Guerrero in november 2005. In het boek The Rise and Fall of ECW wordt Benoit, nog bij leven en welzijn, gelauwerd omwille van zijn talent. Zo sprak promotor Paul Heyman veel goeds over Benoits talent in de ring en zei dat hij plannen had om Benoit voor lange tijd ECW Champion te maken, maar Benoit verliet het bedrijf voor dit kon gebeuren.

### Familiedrama
Op 25 juni 2007 werden Benoit, zijn vrouw Nancy Toffoloni en hun 7 jaar oude zoon Daniel Benoit dood aangetroffen in hun huis in Fayetteville (Georgia). De volgende dag gaf officier van justitie Scott Ballard een persconferentie, waarin hij bekendmaakte dat Chris Benoit zijn vrouw en kind vermoord heeft en daarna zelfmoord heeft gepleegd. Zijn vrouw was vastgebonden en stierf op vrijdag; Daniel stierf op zaterdag, beiden aan verstikking. Benoit heeft zichzelf daarna op zaterdagavond of zondagochtend opgehangen. Hij werd gevonden in zijn krachthonk.
Het was de bedoeling geweest dat hij op die dagen op enkele worstelevenementen zou verschijnen maar hij had deze vanwege familieomstandigheden afgezegd. Met name bij het evenement Vengeance: Night of Champions door WWE (met CM Punk als tegenstander) had hij aanwezig moeten zijn. Benoit had specifiek op de avond van zijn dood moeten optreden in het Toyota Center in Houston (Texas). Vanwege familieomstandigheden had Benoit echter afgezegd. Benoit stuurde nog wel een aantal verwarrende sms'jes naar andere worstelaars. Wat hem dreef om zijn gezin (en zichzelf) de dood in te jagen, is tot op heden nog onbekend. Chavo Guerrero getuigde hierover in Talk is Jericho, de podcast van de Canadese professioneel worstelaar en metalzanger Chris Jericho die tevens een dichte kennis en zelfs trouwe vriend werd genoemd.
Opvallend was dat de dood van Nancy Toffoloni, zijn vrouw, al 14 uur voordat haar lichaam gevonden werd al op de Engelstalige Wikipedia te vinden was. Volgens een woordvoerder van Wikipedia was het bericht van het overlijden van Nancy Benoit geplaatst vanaf een IP-adres geregistreerd in Stamford, Connecticut, waar ook de World Wrestling Entertainment is gesitueerd. Geschrokken door de commotie plaatste de anonieme gebruiker later (ook anoniem) een bericht op Wikinews waarin hij sprak van een vreselijk toeval. Hij had de dood van Nancy Benoit als een daad van vandalisme op Wikipedia geplaatst. Het feit dat hij in Stamford woonde, was louter toeval.

## In worstelen
- Aanval en kenmerkende bewegingen
  - Als Chris Benoit

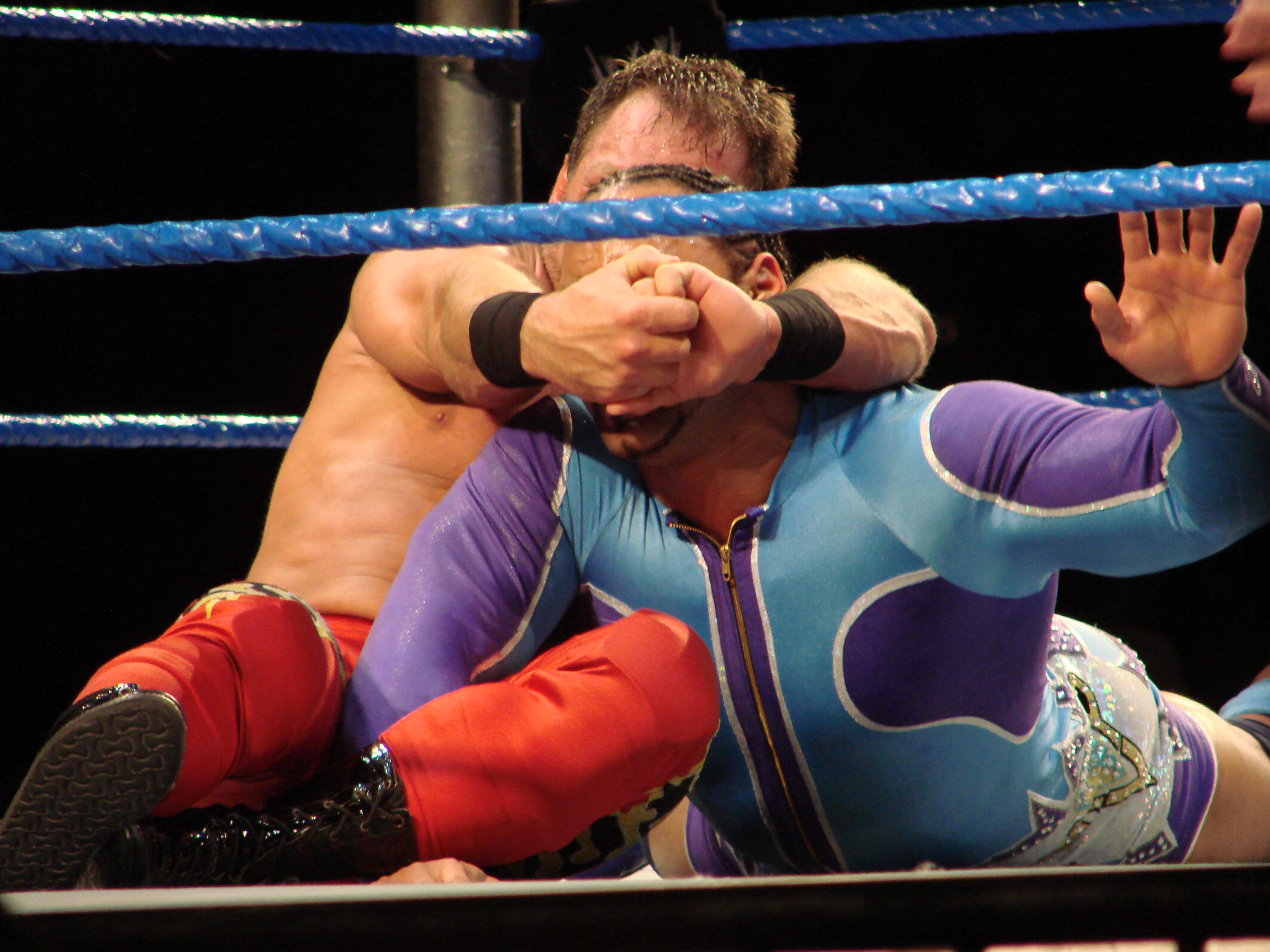
Chris Benoit voert de Crippler Crossface uit op Montel Vontavious Porter

    - Crippler Crossface (Crossface houding met een armbar)
    - Sharpshooter
    - Diving headbutt
    - Dragon suplex
    - Rolling German suplexes
    - Rolling vertical suplexes (1998-2001, 2005-)
    - Snap suplex
    - German suplex
    - Backhand chop
    - Belly to back suplex
    - Gutwrench suplex
    - Northern Lights suplex
    - Forearm tackle
    - Suicide dive
    - Verhoogde Boston crab
    - Lariat
    - Powerbomb (1995-1996)

  - Als Pegasus Kid en Wild Pegasus
    - Pegasus Piledriver (Tombstone piledriver van de 2e rope)
    - Gutwrench suplex van de bovenste rope
    - Diving leg drop van de bovenste rope
    - Tilt-a-whirl backbreaker
- Bijnamen
  - "The Crippler"
  - "The Most Respected Athlete"
  - "The Canadian Crippler"
  - "The Rabid Wolverine"
  - "Wild Pegasus"
- Managers
  - Arn Anderson
  - Nancy Daus
  - Shane McMahon
  - Shane Douglas
- Kenmerkende bewegingen
  - Keel doorsnijden; Benoit bewoog zijn duim voor zijn keel in een doorsnijdende beweging, gevolgd door meestal een "diving headbutt" of "Crippler Crossface".
  - Klap tegen de borst; als eerbetoon aan Eddie Guerrero voerde Benoit de "Three Amigos" uit ("belly to belly suplex combo"), keek toen rond en sloeg zichzelf op de borst zoals Guerrero deed, en eindigde soms met het roepen van "Eddie".
- Themamuziek
  - Benoit begon met een meer hedendaagse versie van Dynamite Kids oude themamuziek in Japan.
  - Tijdens zijn periode in ECW gebruikte Benoit het nummer "Back In The Saddle" door Aerosmith als zijn themamuziek
  - In WWE kreeg hij een eigen themalied met de titel "Shooter", wat een meer intimiderende versie was van zijn Japanse nummer.
  - In 2002, voerde de Canadese rock band "Our Lady Peace" een versie van "Shooter" uit met een tekst die "Whatever" heette. Dit nummer gebruikte Benoit tot zijn dood.

## Erelijst
- Extreme Championship Wrestling
  - ECW World Tag Team Championship (1 keer met Dean Malenko)
- New Japan Pro Wrestling
  - IWGP Junior Heavyweight Championship (1 keer)
- Pro Wrestling Illustrated
  - PWI Wrestler of the Year (2004)
  - PWI Feud of the Year (2004) vs. Triple H
  - PWI Match of the Year (2004) vs. Shawn Michaels en Triple H
- Stampede Wrestling
  - British Commonwealth Mid-Heavyweight Championship (4 keer)
  - Stampede Wrestling International Tag Team Championship (4 keer; 1x met Ben Bassarab, 1x met Keith Hart, 1x met Lance Idol, 1x met Biff Wellington)
- World Championship Wrestling
  - WCW World Heavyweight Championship (1 keer)
  - WCW United States Heavyweight Championship (2 keer)
  - WCW World Television Championship (3 keer)
  - WCW World Tag Team Championship (2 keer; 1x met Dean Malenko en 1x met Perry Saturn)
  - WCW Triple Crown Champion
  - WCW Grand Slam Champion
- World Wrestling Federation - World Wrestling Entertainment
  - WWE World Heavyweight Championship (1 keer)
  - WWF/WWE Intercontinental Championship (4 keer)
  - WWE United States Championship (3 keer)
  - WWE World Tag Team Championship (3 keer; 1x met Chris Jericho en 2x met Edge)
  - WWE Tag Team Championship (1 keer met Kurt Angle)
  - Royal Rumble (2004)
  - Triple Crown Championship (12de)
- Overige titels
  - 1993 Top of the Super Junior toernooi
  - 1994 Super J Cup toernooi
  - 1995 Best of the Super Junior toernooi
- Wrestling Observer Newsletter
  - Wrestling Observer Newsletter Hall of Fame (Class of 2003)
  - 1994 Beste Technische Worstelaar
  - 5 Star Match: vs. Great Sasuke (Super J Cup '94, New Japan Pro Wrestling)
  - 1995 Beste Technische Worstelaar
  - 1998 Meest Ondergewaardeerde worstelaar
  - 2000 Beste worstelaar
  - 2000 Beste Technische Worstelaar
  - 2002 Match van het Jaar (met Kurt Angle vs. Edge en Rey Mysterio)
  - 2003 Beste Technische Worstelaar
  - 2004 Beste worstelaar
  - 2004 Feud van het Jaar (vs. Triple H en Shawn Michaels)
  - 2004 Beste Technische Worstelaar
  - 2004 Beste Brawler

### Records
- Chris Benoit is de eerste persoon die het World Heavyweight Championship wist te behouden in een Iron Man Match, toen hij de titel succesvol verdedigde tegen Triple H op de aflevering van RAW op 26 juli 2004. Shawn Michaels won het WWF World Championship tijdens WrestleMania XII in een Iron Man Match tegen Bret Hart, Brock Lesnar won de WWE Titel van Kurt Angle in een Iron Man Match in september 2003, en Triple H won het WWF Championship van The Rock in een Iron Man Match in mei 2000 tijdens Judgment Day.
- Chris Benoit en Kurt Angle werden de eerste WWE Tag Team Kampioenen op WWE SmackDown!
- Chris Benoit werd de tweede persoon om de Royal Rumble match te winnen met de trekking van #1. De eerste was Shawn Michaels in 1995. Chris Benoit won de Royal Rumble match in 2004 door Big Show als laatste te elimineren.
- Chris Benoit is de op drie na kortste, en op drie na lichtste WWE World Heavyweight Champion ooit, achter Eddie Guerrero en Rey Mysterio.
- Chris Benoit hield het record voor de langste tijd ooit in een Royal Rumble. In de Royal Rumble 2004 (die hij won) bleef hij voor 61.34, wat nu is overtroffen door Rey Mysterio's 62:15.
- Chris Benoit won het WWE United States Championship in 25.5 seconden, de kortste match gehouden voor die titel die resulteerde in een kampioenschap dat van houder verwisselde. Hij houdt ook het record voor de snelste titel verdediging, wat 22.5 seconde was.
- Dave Meltzer, eindredacteur van het magazine Wrestling Observer Newsletter, heeft hem vijf keer tot de Beste Technische Worstelaar van het Jaar benoemd, meer dan wie dan ook. De jaren waren 1995, 1996, 2000, 2003 en 2004.
- Terwijl hij in de WWE gaf Dave Meltzer zes van zijn matches 4 3/4 ster. Benoit houdt ook het hoogste 4 3/4 star matches voor een persoon in het land.

## Top-10 hoogst gequoteerde wedstrijden
Hieronder volgt een lijst op basis van beoordelingen van wedstrijden van Chris Benoit door journalist Dave Meltzer van Wrestling Observer Newsletter (WON), het hoogst aangeschreven tijdschrift over professioneel worstelen ter wereld. Chris Benoit heeft 202 keer een beoordeling gekregen van WON; onderstaand werden de tien hoogst gequoteerde opgelijst:
| Evenement                                   | Datum            | Kampioenschap (optioneel)                            | Wedstrijd | Winnaar                           | Beoordeling door WON |
| ------------------------------------------- | ---------------- | ---------------------------------------------------- | --- | --------------------------------- | -------------------- |
| NJPW Super J Cup 1994                       | 16 april 1994    | Super J Cup (finale)                                 | Wild Pegasus vs. The Great Sasuke | Wild Pegasus                      | *****                |
| WWF Royal Rumble 2001                       | 21 januari 2001  | WWF Intercontinental Championship                    | Chris Benoit (c) vs. Chris Jericho in een Ladder match | Chris Jericho (nc)                | **** ¾               |
| WWF RAW is WAR (aflevering 417)             | 21 mei 2001      | WWF World Tag Team Championship                      | The Two-Man Power Trip (Triple H & "Stone Cold" Steve Austin) (c) vs. Chris Benoit & Chris Jericho | Chris Benoit & Chris Jericho (nc) | **** ¾               |
| WWE Friday Night SmackDown! (aflevering 93) | 24 mei 2001      | WWF World Tag Team Championship                      | Chris Benoit & Chris Jericho (c) vs. Dudley Boyz (Bubba Ray Dudley & D-Von Dudley) vs. Edge and Christian (Edge & Christian) vs. The Hardy Boyz (Jeff Hardy & Matt Hardy) in een Tables, Ladders and Chairs match | Chris Benoit & Chris Jericho (c)  | **** ¾               |
| WWE No Mercy 2002                           | 20 oktober 2002  | WWE Tag Team Championship (vacant wegens inaugureel) | Kurt Angle & Chris Benoit vs. Edge & Rey Mysterio | Kurt Angle & Chris Benoit (nc)    | **** ¾               |
| WWE Royal Rumble 2003                       | 19 januari 2003  | WWE Championship                                     | Kurt Angle (c) vs. Chris Benoit | Kurt Angle (c)                    | **** ¾               |
| WrestleMania 20                             | 14 maart 2004    | World Heavyweight Championship                       | Triple H (c) vs. Shawn Michaels vs. Chris Benoit | Chris Benoit (nc)                 | **** ¾               |
| NJPW Super Grade Tag League IV, Day 9       | 18 oktober 1994  | Super Grade Jr. Heavyweight Tag League (finale)      | Black Tiger & The Great Sasuke vs. Shinjiro Otani & Wild Pegasus | Shinjiro Otani & Wild Pegasus     | **** ¾               |
| NJPW G1 Climax 1992, Day 5                  | 12 augustus 1992 | n.v.t.                                               | Wild Pegasus vs. Jushin Thunder Liger | Wild Pegasus                      | **** ¾               |
| NJPW Muscle Storm 1995, Day 6               | 13 maart 1995    | IWGP Junior Heavyweight Championship                 | Koji Kanemoto (c) vs. Wild Pegasus | Koji Kanemoto (c)                 | **** ½               |

- Top 10 op basis van beoordelingen door Wrestling Observer Newsletter is van een definitieve aard wegens het overlijden van Chris Benoit, daar sterren door WON eenmalig worden uitgereikt